# Budapest Business School
 (mars 2019).
Si vous disposez d'ouvrages ou d'articles de référence ou si vous connaissez des sites web de qualité traitant du thème abordé ici, merci de compléter l'article en donnant les références utiles à sa vérifiabilité et en les liant à la section « Notes et références ».

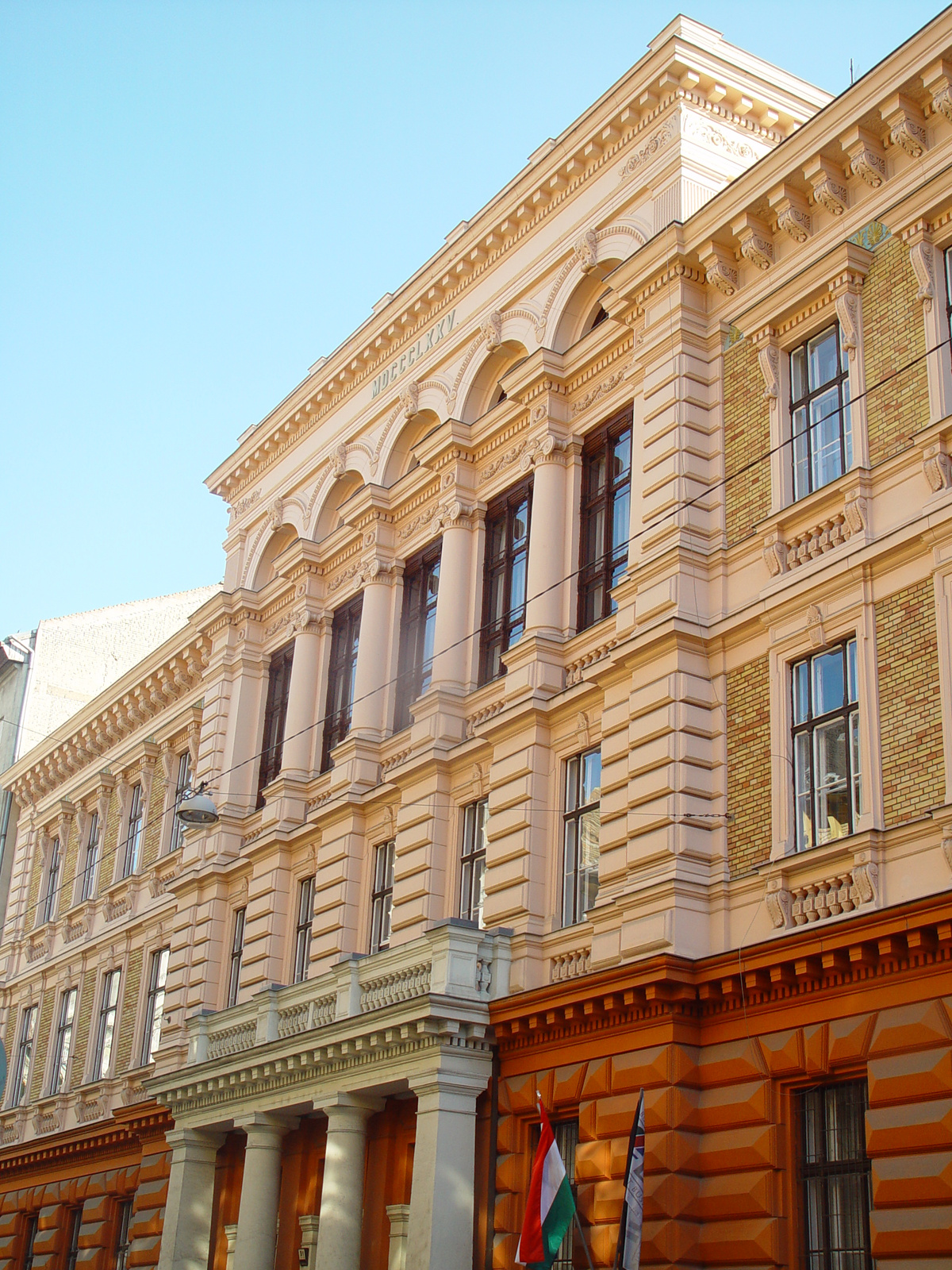
Campus BBS au centre-ville de Budapest, accueillant des conférences pour la présidence hongroise de l'UE

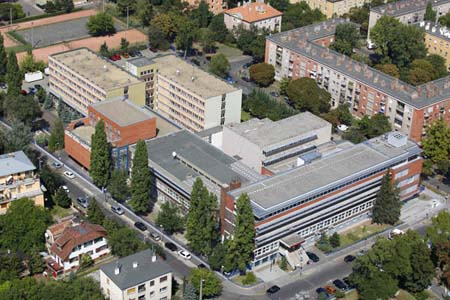
Collège de finance et de comptabilité de Budapest

Budapest Business School ou abréviée BBS (en hongrois : Budapesti Gazdasági Egyetem ou BGE, littéralement en français : Université d’Économie de Budapest) est une école de commerce universitaire publique spécialisée dans les études commerciales et sciences sociales située à Budapest, Hongrie. Fondée en 1857 par des marchands et des banquiers d'Autriche-Hongrie afin d'établir la formation professionnelle économique de l'enseignement supérieur dans l'empire et en Europe Centrale. Il s'agit de la plus ancienne des universités publiques enseignant le commerce dans le monde, et deuxième plus ancienne parmi les écoles de commerce, après la ESCP Europe.
La Budapest Business School est la première et la plus grande école de commerce hongroise. Elle mène des activités de formation et de recherche dans les domaines du leadership, de l'économie, de la gestion des opérations, du marketing, de l'entrepreneuriat, de l'étude des organisations, et autres ; ses programmes les plus réputés sont actuellement les finances, la comptabilité, le management stratégique et le tourisme. L'école offre une vaste gamme de programmes et de concentrations universitaires de deuxième cycle. Au cours de la dernière année universitaire, la Budapest Business School propose 12 cursus de licence, pour la plupart des programmes en anglais, français, allemand et hongrois. Elle offre également 12 programmes de masters, dont les plus populaires sont le Master de Finance, le Master de Gestion (équivalent d'un MBA), le Master de commerce international et le Master en gestion du tourisme. De plus, elle offre une école doctorale de gestion ainsi que 51 qualifications professionnelles post-universitaires avec des diplômes d’État hongrois, anglais, allemand, néerlandais ou français, reconnus au sein de l'Union européenne et dans le monde entier. 
En 2013, l'établissement a reçu le titre d'Université des sciences appliquées par le ministère hongrois de l'Éducation

## Histoire
La Budapest Business School a été fondée initialement en 1857 sous le nom d'Académie de commerce de Pest, qui est la prédécesseure officielle du Collège des finances et de la comptabilité ainsi que du Collège de la restauration, du commerce et du tourisme. Pest Academy of Commerce (en allemand : Pester Handelsakademie, en hongrois : Pesti Kereskedelmi Akadémia) a été fondée par le deuxième président de la Chambre de Commerce de Pest, József Appiano, Antal Valero (premier président de la Chambre de Commerce de Pest, et ensuite maire de Pest) et par Francis Joseph, Empereur des Habsburg. Au début, la langue d'enseignement était l'allemand à l'académie.
C'était la première institution d'enseignement supérieur pour les études commerciales en Autriche-Hongrie, c'était donc la première école de commerce en Europe centrale. C'est d'ailleurs la plus ancienne école de commerce existante au monde, après l'ESCP Europe avec ses campus à Paris, Londres, Berlin, Madrid et Turin. Après la fusion des villes de Buda et de Pest, l'institution a été rebaptisée Académie de commerce de Budapest. La plupart des professionnels des affaires et des économistes du pays y ont obtenu leurs qualifications car c'était la seule école de commerce du pays à l'époque.
L'architecte Győző Czigler a conçu le campus de la rue Alkomány de l'Académie de commerce de Budapest en 1882, et la construction a été achevée en 1885, lorsque la construction du bâtiment du Parlement hongrois a également commencé directement à côté de celui-ci. Il a été l'architecte des thermes de Széchenyi et de nombreux autres bâtiments célèbres. Le campus de la rue Alkotmány est toujours l'un des principaux campus de la Budapest Business School. Le campus de BBS dans la rue Markó est également situé au centre-ville de Budapest. C'est aussi un bâtiment monumental, conçu par le célèbre architecte Ferenc Kolbenheyer (père d'Erwin Guido Kolbenheyer) en style néoclassique en 1872. Le campus de rue Markó de la Budapest Business School est un parent proche mais plus modeste de l'EPF de Zurich, conçu par Gottfried Semper et Gustav Zeuner. Sur le campus de la rue Markó, il y a une célèbre salle du conseil, la salle Lotz, contenant un grand nombre de tableaux peints par Károly Lotz et Mór Than. De nombreuses conférences de la Présidence hongroise du Conseil de l'Union européenne se sont tenues dans cette salle, ainsi que dans d'autres salles de conférence du campus de la rue Markó. L'Académie de commerce de Budapest était une école de commerce privée jusqu'en 1949, date à laquelle elle a été sécularisée par le gouvernement et est devenue une école de commerce publique.

Après que l'école a été rebaptisée plusieurs fois, le Collège de comptabilité a été créé en 1953, et le Collège de restauration et de commerce a été créé en 1969. L'ancêtre du Collège de gestion internationale est l'École de commerce international qui a été fondée en 1957.

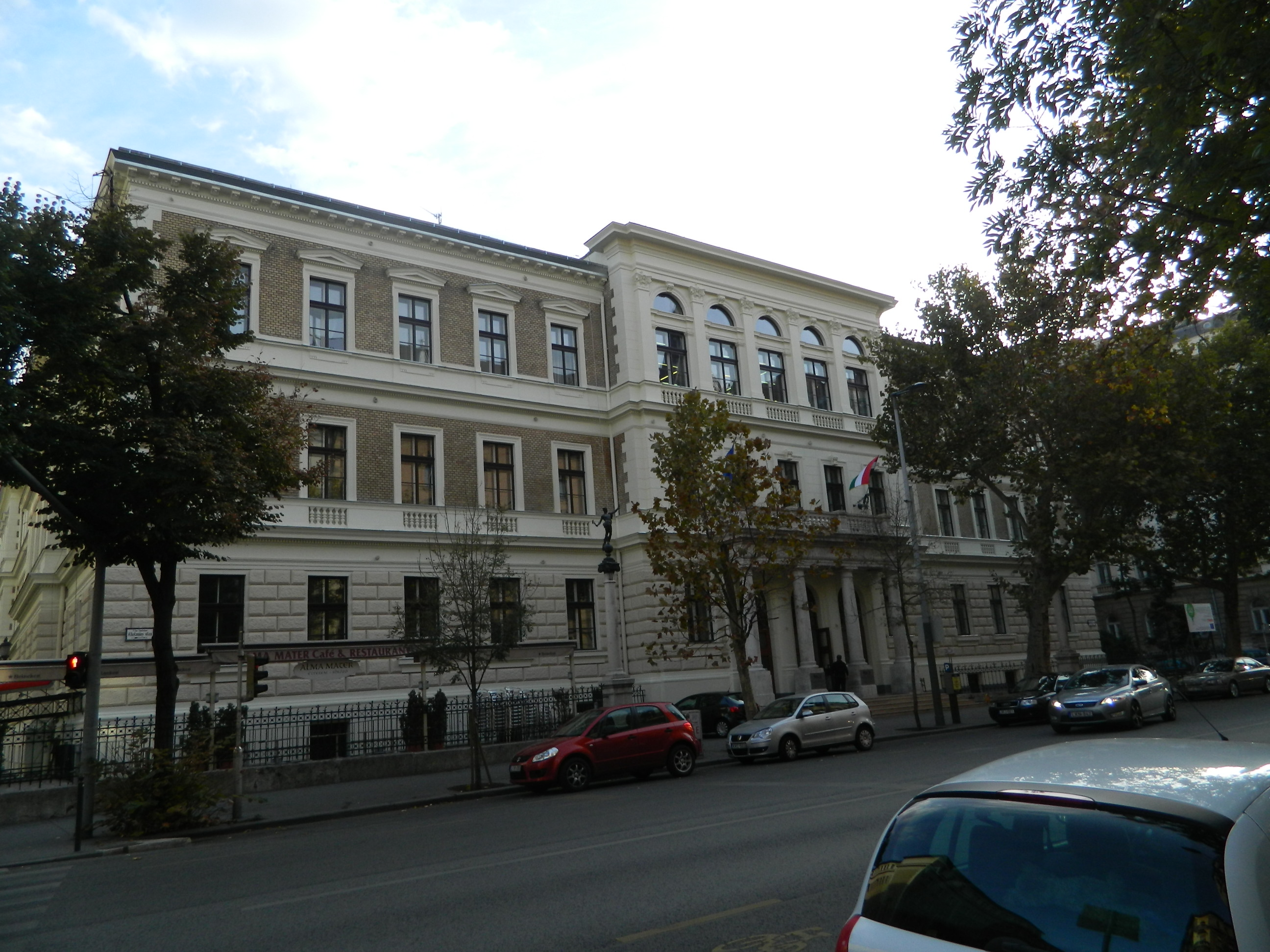
Collège de commerce, de restauration et de tourisme, bâtiment historique dans le centre-ville (rue de la Constitution)

En janvier 2000, les collèges ont créé la Budapest Business School et sont devenus des facultés de l'université. L'université a reçu le Prix de la qualité de l'enseignement supérieur décerné par le Ministre de l'éducation en 2010. En mars 2011, la Faculté d'administration des affaires a été créée sur le campus de la Faculté des finances et de la comptabilité à Zalaegerszeg.

### Prédécesseurs de la Budapest Business School
|   | Nom                                                 | Localisation | Période     |
| - | --------------------------------------------------- | ------------ | ----------- |
| 1 | Académie de commerce de Pest                        | Pest         | 1857–1873   |
| 2 | Académie de commerce de Budapest                    | Budapest     | 1873–1953   |
| 3 | Académie Orientale de Commerce                      | Budapest     | 1899–1920   |
| 4 | Collège de comptabilité                             | Budapest     | 1953–1970   |
| 5 | Collège de finance et de comptabilité               | Budapest     | 1970–2000   |
| 6 | Collège de gestion internationale                   | Budapest     | 1969–2000   |
| 7 | Collège de commerce, de restauration et de tourisme | Budapest     | 1969–2000   |
| 8 | Budapest Business School                            | Budapest     | 2000–actuel |

## Facultés et départements de la Budapest Business School
- Collège de finance et de comptabilité, Budapest
- Collège de gestion et de commerce international, Budapest
- Collège de commerce, restauration et de tourisme, Budapest
- Collège de gestion d'entreprise, Zalaegerszeg
- École doctorale internationale d'administration des affaires, Budapest

## Profil académique
BBS se consacre exclusivement à l'étude et à la recherche en sciences économiques et sociales, et c'est la seule université en Hongrie à suivre cet axe. Le BBS décerne une série de diplômes universitaires couvrant les bachelors, masters et doctorats :
- Bachelor en économie et gestion des affaires
- Bachelor en finance et comptabilité (également en anglais)
- Bachelor en gestion du tourisme et de la restauration (également en anglais et en allemand)
- Bachelor en économie des affaires internationales
- Bachelor en économie des affaires internationales (BBS) et Bachelor en administration des affaires (Université d'Avans, Pays-Bas) double diplôme en langue anglaise.
- Bachelor en économie des affaires internationales (BBS) et Bachelor en administration des affaires (de l'Université des sciences appliquées de Francfort, Francfort, Allemagne), programme à double diplôme en langue anglaise.
- Bachelor en économie des affaires internationales (BBS) et Bachelor en administration des affaires (Université de Picardie Jules Verne, Amiens, France) double diplôme en langue française.
- Bachelor en commerce et marketing (également en anglais et en allemand)
- Bachelor en gestion des ressources humaines
- Bachelor en sciences en technologie de l'information d'affaires
- Bachelor en Communication et Médias
- Bachelor en éducation des affaires
- Bachelor en gestion des affaires (année complémentaire avec l'Université Anglia Ruskin, Cambridge, Royaume-Uni, en anglais)
- Bachelor en Management des PME (Université Paris Ouest Nanterre La Défense, Paris, France)
- Master en commerce international (avec l'Université Anglia Ruskin, Cambridge, Royaume-Uni en anglais)
- Master en communication mondiale (avec l'Université Anglia Ruskin, Cambridge, Royaume-Uni en anglais)
- Master spécialisé en finance
- Master spécialisé en comptabilité
- Master en économie et commerce international
- Master en développement des affaires
- Master en gestion du tourisme (également en anglais)
- Master en marketing
- Master en éducation des affaires
- Master en études internationales (également en anglais)
- Master en gestion
- Master en commerce électronique (avec l'Université de Picardie Jules Verne, Amiens, France, programme en langue française)
- Doctorat en gestion (avec l'Université Anglia Ruskin, Cambridge au Royaume-Uni, en langue anglaise)

La Budapest Business School offre également 51 programmes de troisième cycle menant à un diplôme professionnel.

## Partenariats internationaux
La Budapest Business School est un établissement d'enseignement supérieur qui entretient de nombreuses relations internationales. Elle entretient des relations actives avec plus de 200 établissements d'enseignement supérieur étrangers dans près de 50 pays sur les cinq continents. Il existe des programmes universitaires de coopération internationale à plusieurs niveaux au BBS. Les étudiants participant au programme d'économie de commerce international en anglais peuvent obtenir le diplôme d'une institution partenaire néerlandaise, l'école internationale de l'Avans Hogeschool, à Breda, ou d'une institution partenaire allemande, l'Université de sciences appliquées de Francfort, Francfort-sur-le-Main. Le même programme d'études en français est mené conjointement avec l'Université de Picardie Jules Verne à Amiens. Les diplômés de ce programme reçoivent également un diplôme français. En plus des programmes à double reconnaissance, il existe trois programmes de bachelor dans une langue étrangère : Commerce et Marketing en anglais et en allemand, Finance et Comptabilité en anglais, tandis que Tourisme et Restauration se déroule en anglais et en allemand. Un programme de master en anglais en gestion du tourisme a été lancé en septembre 2011, et un autre en relations internationales l'a été en septembre 2012. Les diplômés peuvent également s'inscrire à un programme de troisième cycle de l'Université Anglia Ruskin, intitulé MA International Business délivré à Budapest. BBS offre également un programme de doctorat en anglais, en collaboration avec l'Université Anglia Ruskin. En raison d'un partenariat avec l'Université d'enseignement à distance de Hagen, certaines matières du programme hongrois sont reconnues par l'université allemande.
BBS participe à de nombreux projets internationaux - en tant que chef de file ou partenaire du consortium. Actuellement, BBS a des accords d'échange avec plus de 170 établissements d'enseignement supérieur dans près de 30 pays et dispose d'un large éventail de liens finlandais, français, allemand et espagnol dans le cadre des programmes Erasmus. BBS se distingue par l'étendue de ses relations avec l'Asie, notamment par sa coopération avec des établissements d'enseignement supérieur japonais, chinois, indiens, russes, thaïlandais et vietnamiens.

### AIESEC à la Budapest Business School
La Budapest Business School est le seul établissement d'enseignement supérieur au monde qui accueille plusieurs bureaux (Comités locaux) de l'AIESEC. L'AIESEC est la troisième plus grande organisation à but non lucratif au monde, après les Nations Unies et la Croix-Rouge. Il est dirigé par des étudiants, réunissant les étudiants universitaires et le secteur des entreprises, offrant ainsi des expériences exceptionnelles aux étudiants. Comme il y a un bureau de l'AIESEC pour chaque faculté du BBS, il y a exceptionnellement trois bureaux de l'AIESEC à la Budapest Business School, sur les cinq bureaux de l'AIESEC dans la ville de Budapest.

## Classements et réputation
- Selon le Conseil national de la recherche d'Espagne, BBS est classée par le Webometrics Research comme l'école de commerce n°1 en Hongrie, n°40 en Europe et n°112 dans le monde.

- BBS est la seule école de commerce hongroise à avoir été classée parmi les 100 meilleures écoles de commerce en Europe par Engviet.com.

- Selon une étude de l'Institut de recherche sur l'économie et l'entreprise (GVI) menée en 2009 avec des cadres supérieurs, présentée dans le magazine HVG Diploma Magazine, Budapest Business School est numéro 1 dans les domaines des finances, de la comptabilité, des analyses économiques, de la gestion des ressources humaines et du tourisme parmi toutes les universités en Hongrie, et se classe également troisième dans tout autre domaine des affaires et des études économiques

- D'après le journal Népszabadság en 2007, la BBS offre les diplômes les plus prestigieux et la meilleure qualité d'enseignement en gestion d'entreprise, gestion des ressources humaines, commerce et marketing, commerce international, finance et comptabilité parmi toutes les universités en Hongrie.

- Selon Felvi.hu Rankings (Centre national d'information sur l'enseignement supérieur), avec 14 986 candidats en 2011, BBS est de loin l'école de commerce la plus populaire en Hongrie et l'université la plus populaire à Budapest après l'Université Eötvös Loránd (ELTE).

- Le classement Felvi.hu de 2010 place la BBS en première place en qualité de l'économie de l'enseignement des affaires parmi toutes les écoles de commerce hongroises, en deuxième place pour la valeur de ses diplômes dans le monde du travail, et première en difficulté de ses programmes d'études en commerce.

- Le classement Heti Válasz et la recherche du CEMI (Central European Management Intelligence) en 2011, menée avec des chefs d'entreprise et des sociétés de ressources humaines, classe BBS n°1 parmi toutes les universités en Hongrie.

## Étudiants célèbres
- László Békesi, deux fois ministre des finances en Hongrie
- Sándor Csányi, president de OTP Bank, la personne la plus riche de Hongrie
- Zsolt Katona, PDG de la Bourse de Budapest
- Sándor Demján, president de TriGránit, deuxième personne la plus riche en Hongrie
- Gábor Scheiring, Politics Can Be Different party's economic cabinet leader
- Csaba Tarsoly, propriétaire de Győri ETO FC, 76ème personne la plus riche en Hongrie
- Tamás Erdei, PDG de la MKB Bank
- Ilona Dávid, PDG de Hungarian State Railways
- Alexandra Dobolyi, personnalité politique hongroise
- Réka Hámori, économiste en chef de l'Association bancaire hongroise
- Ferenc Juhász, Ministre hongrois de la défense (2002-2006)
- Zoltán Varga, Ministre hongrois pour des collectivités locales (2008-2010)
- Katalin Lévai, Ministre hongrois de l'égalité des chances (2002-2004)
- Ervin Demeter, Ministre hongrois des services de renseignement (2000-2002)
- Judit Gondos, actuellement secrétaire d'Etat hongrois pour le Ministère de l'économie nationale
- András Tállai, actuellement secrétaire d'Etat hongrois pour le Ministère de l'économie nationale
- István Simicskó, Ministre hongrois de la défense
- Zsolt Miklós Kis, actuellement secrétaire d'Etat hongrois pour l'Agriculture et le développement rural
- Tamás Halm, Secrétaire Général de l'Association Hongroise d'économie (1999-2014)
- Imre Sztanó, législateur de la loi hongroise sur la comptabilité
- Imre Sztanó Jr., Directeur Général Délégué de Erste Bank